# خفاش بال‌خمیده ریزه
خفاش بال‌خمیده ریزه (نام علمی: Miniopterus australis) نام یک گونه از سرده خفاش‌های بال‌خمیده است.